# فنسنت-ماري فيينو دو فوبلان
فنسنت-ماري فيينو من فوبلان كونت الفوبلان (بالفرنسية Vincent-Marie Viénot de Vaublanc)   (ولد يوم 2 مارس 1756 في فورت دلفين في سانتو دومينغو، تُسمى اليوم فورت في هايتي، توفي يوم 21 أغسطس 1845 في باريس)، كان سياسيا وبراغماتيا من الطراز الأول وكاتبا فرنسيا، وكاثوليكيا من أتباع الملكية آنداك.
وظيفته وحنكته السياسية قادته إلى التقرب من لويس السادس عشر، باراس، نابليون، كونت الارتواز الذي أصبح شارل العاشر ولويس الثامن عشر. صدرت في حقه مذكرات توقيف واعتقال أربع مرات من قبل أربع أنظمة سياسية مختلفة ولم يتم اعتقاله ابدا، في كل مرة يتمكن من الحصول على العفو. في طوال حياته المهنية المتقلبة، كان مستشارا للملكية خلال الثورة وعضوا في المجلس الحاكم بعد الثورة، مستشارا لدى نابليون ووزير داخلية لدى لويس الثامن عشر وفي نهاية حياته السياسية أصبح من دعاة الملكية. ومن المعروف خصوصا حماسه وتشدده في خطاباته، كما دار الجدل حول اعادته تنظيم الأكاديمية الفرنسية سنة 1816 بصفته وزيرا للداخلية.
يُعد فنسنت-ماري واحدا من تلك الشخصيات الثانوية التي ميزت ووشمت هذه الفترة من التاريخ الفرنسي. رجل نظامي بشخصية متميزة، وهو من مؤيدي وصانعي «الحذاثة» سنة 1789، وختم حياته السياسية في اطار متعصب ضد التوريين.

## التربية العسكرية تحت النظام القديم
ولد وترعرع في، سانت - دومينغ (الآن فورت ليبرتيه، هايتي)، من أسرة ارستقراطية من بورغونيا، حيث كان الابن البكر فيفان-فرانسوا فيينو دي فوبلان، حاكم مستعمرة فورت سانت لويس ب فورت دلفين. كما أنه لم ير أرض فرنسا الام لأول مرة إلى في سن السابعة. 